# Helicoverpa armigera
A espécie Helicoverpa armigera é uma espécie de mariposa da ordem Lepidoptera, família Noctuidae, subfamília Heliothiinae, que causa grandes danos a lavouras, internacionalmente. Suas lagartas são bem conhecidas por atacar as plantações de algodão, milho e de soja. Foi registrada como praga invasora no Brasil oficialmente em 2013, até quando era considerada como uma prioridade de proteção por quarentena no país . Desde então, vem crescendo em importância econômica, pelos extensos danos e perdas causadas.
Taxonomicamente denominada Helicoverpa (=Heliothis) armigera (Hübner) (Lepidoptera: Noctuidae), esta espécie apresenta ampla distribuição geográfica internacional, estando hoje distribuída por todos os continentes menos nos polos. Sua capacidade de dispersão alia-se a uma extrema "polifagia", ou seja, uma capacidade de se alimentar de muitas diferentes plantas hospedeiras. Até o momento, as lagartas de H. armigera foram registradas alimentando de cerca de centena de diferentes espécies, que incluem desde plantas silvestres, árvores florestais e culturas agrícolas , incluindo Asteraceae, Fabeaceae, Malvaceae, Poaceae e Solanaceae. Mais especificamente, H. armigera tem a capacidade de atacar as seguintes lavouras: algodão, leguminosas em geral, sorgo, milho, tomate, plantas ornamentais e frutíferas . 
A biologia geral da espécie é semelhante à de muitos outros lepidópteros. Trata-se de um inseto com metamorfose completa, isto é, seu desenvolvimento biológico passa pelas fases de ovo, lagarta, pré-pupa, pupa e mariposa adulta. Seus ovos tem cor branco-amarelada, mas tornam-se marrons-escuro perto da eclosão da larva. A porção apical do ovo é lisa, porém o restante da sua superfície é estriada longitudinalmente. Levam cerca de 3 dias para eclodirem. Uma única fêmea pode colocar mais de 2000 ovos ao longo de 5 dias de reprodução. As fêmeas poem ovos normalmente de noite e de forma isolada ou em pequenos grupos, preferencialmente sobre folhas ou talos, flores, frutos e botões terminais. Ao nascerem, as lagartinhas têm cores claras, variando do branco-amarelado ao marrom-avermelhada, e a cabeça escura contrastante. Alimentam-se inicialmente das partes mais tenras das plantas, onde podem produzir um tipo de teia ou até mesmo formar um pequeno casulo. Passam por 6 diferentes ínstares larvais antes de virarem mariposas adultas, ao longo de cerca de 4 semanas. No final do desenvolvimento, as lagartas podem passar de 4 cm. A coloração das lagartas varia de acordo com genética e condições ambientais, variando do avermelhado ao verde, mas sempre com listras ao longo do corpo. Como características próprias, apresentam, quando maiores, um tegumento de aspecto coriáceo e tubérculos abdominais escuros e destacados na região dorsal do primeiro segmento abdominal em semicírculo, parecendo o formato de uma sela. Também, essas lagartas têm o hábito de curvar a cabeça ventralmente contra o primeiro par de falsas pernas, num comportamento de defesa. Para empupar, descem e escavam no solo até 10 cm, e suas pupas amarronzadas movimentam vigorosamente o abdomen quando importunadas. 
A mariposa adulta mede com 3 a 4 cm de envergadura, com as asas anteriores de cor amarelo-parda com uma faixa transversal mais escura, apresentando também manchas escuras dispersas. As asas posteriores são mais claras, com uma faixa escurecida nas bordas.
Além do monitoramento nas lavouras para determinar o melhor momento do uso de inseticidas para controle químico, o controle biológico tem sido considerado muito importante na contenção da praga. Trata-se do uso de inimigos naturais para conter as mariposas, tais como predadores e parasitas, desde besouros caçadores da família Carabidae (Lebia spp. e Calosoma granulatum) e parasitoides, até vespinhas (Trichograma spp.) e moscas Tachinidae que atacam os estágios imaturos.